# Colonizzazione olandese delle Americhe
La colonizzazione olandese delle Americhe partì con l'istituzione di postazioni commerciali e piantagioni, che precedettero le attività di colonizzazione olandese in Asia, molto più conosciute. Mentre il primo forte olandese in Asia fu costruito nel 1600 nell'attuale Indonesia, i primi forti e insediamenti lungo il fiume Essequibo in Guyana risalgono agli anni Novanta del Cinquecento. La vera e propria colonizzazione, con gli olandesi che si stabilivano nelle nuove terre, non fu così comune come per altre nazioni europee.
Molti degli insediamenti olandesi furono perduti o abbandonati entro la fine del XVII secolo, ma i Paesi Bassi riuscirono a mantenere il possesso del Suriname fino all'indipendenza nel 1975. Tra le sue numerose colonie nella regione, oggi solo i Caraibi olandesi fanno ancora parte del Regno dei Paesi Bassi.

## Nord America

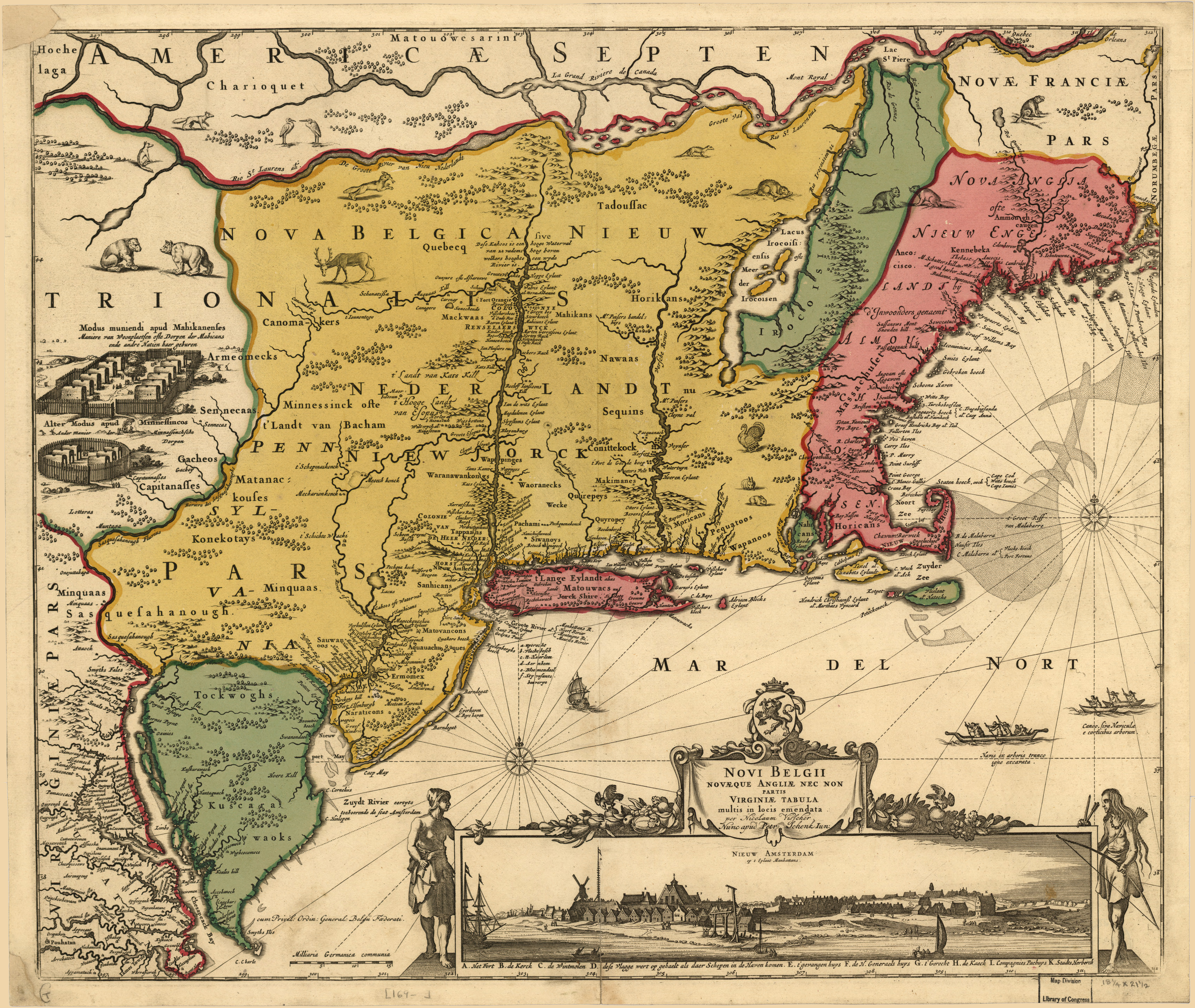
Una ristampa del 1685 di una mappa del 1656 raffigurante le colonie olandesi del Nord America. La mappa mostra le rivendicazioni territoriali olandesi che si estendono dalla Baia di Chesapeake e dal fiume Susquehanna a sud e ovest, fino alla baia di Narragansett e ai fiumi Providence e Blackstone a est, e fino al fiume San Lorenzo a nord.

Nel 1602, la Repubblica delle Sette Province Unite dei Paesi Bassi concesse una carta alla giovane e ambiziosa Compagnia Olandese delle Indie Orientali (Vereenigde Oostindische Compagnie o "VOC") con la missione di esplorare fiumi e baie del Nord America alla ricerca di un passaggio diretto verso le Indie. Lungo il percorso, gli esploratori olandesi ricevettero l'incarico di rivendicare qualsiasi area inesplorata per le Province Unite, cosa che portò a diverse spedizioni importanti e, nel tempo, alla fondazione della provincia di Nuova Olanda.
Entro il 1610, la VOC aveva già commissionato all'esploratore inglese Henry Hudson, il quale, nel tentativo di trovare il Passaggio a Nord-Ovest per le Indie, scoprì e rivendicò per la VOC parti degli attuali Stati Uniti e Canada. Hudson entrò nella Upper New York Bay in barca a vela, risalendo il fiume Hudson, che oggi porta il suo nome.
Il 27 marzo 1614, gli Stati Generali si sarebbero allontanati dalle tradizionali attività monopolistiche e avrebbero adottato un approccio nuovo e più libero all'esplorazione e allo sviluppo commerciale del Nuovo Mondo; l'emissione della General Charter for Those who Discover Any New Passages, Havens, Countries, or Places (Carta Generale per coloro che scoprono nuovi passaggi, porti, paesi o luoghi) affermava che "tale impresa, lodevole, onorevole e utile per la prosperità delle Province Unite e desiderando che l'esperimento sia libero e aperto a tutti gli abitanti di questo paese, ha invitato e invita con la presente tutti gli abitanti dei Paesi Bassi Uniti alla suddetta ricerca."
Nel 1614, Adriaen Block guidò una spedizione verso il basso fiume Hudson a bordo del Tyger, per poi esplorare l'East River a bordo dell'Onrust, diventando il primo europeo conosciuto a navigare l'Hellegat per accedere al Long Island Sound. Block Island e Block Island Sound prendono il nome da lui. Al suo ritorno ad Amsterdam nel 1614, Block compilò una mappa e applicò per la prima volta il nome "Nuova Olanda" all'area tra la Virginia inglese e il Canada francese, dove in seguito gli furono concessi diritti commerciali esclusivi dal governo olandese. Block salì rapidamente di grado e divenne il primo monopolista di Manhattan.
Dopo alcune spedizioni commerciali iniziali, il primo insediamento olandese nelle Americhe fu fondato nel 1615: Fort Nassau, su Castle Island lungo l'Hudson, vicino all'attuale Albany. L'insediamento servì principalmente come avamposto per il commercio di pellicce con le tribù native dei Lenape, ma fu successivamente sostituito da Fort Orange. Entrambe le fortezze furono nominate in onore della Casa d'Orange-Nassau.
Entro il 1621, le Province Unite avevano fondato una nuova compagnia, un monopolio commerciale nelle Americhe e nell'Africa occidentale: la Compagnia Olandese delle Indie Occidentali (WIC). La WIC ambiva al riconoscimento come fondatori del Nuovo Mondo, cosa che ottenne di fatto nel 1623 con la creazione di una nuova provincia, Nuova Olanda. Nello stesso anno, un altro Fort Nassau venne costruito sul fiume Delaware vicino a Gloucester City, nel New Jersey.
Nel 1624, i primi coloni, perlopiù valloni e i loro servi a contratto, arrivarono a Nuova Olanda a bordo di navi, sbarcando a Governors Island e venendo inizialmente dislocati a Fort Orange, Fort Wilhelmus e Kievets Hoek. Nel 1626, il direttore della WIC Peter Minuit acquistò l'isola di Manhattan dai Lenape e iniziò la costruzione di Fort Amsterdam, che divenne poi il principale porto e la capitale, New Amsterdam. La colonia si espanse in zone limitrofe come Pavonia, Brooklyn, Bronx e Long Island.
Sul fiume Connecticut, Fort Huys de Goede Hoop venne completato nel 1633 nell'attuale Hartford. Entro il 1636, gli inglesi provenienti da Newtown (oggi Cambridge, Massachusetts) si stabilirono a nord del fiume Little. Con il Trattato di Hartford, il confine della Nuova Olanda venne ridimensionato al Connecticut occidentale e, entro il 1653, gli inglesi presero il controllo del precedente avamposto commerciale olandese.
L'espansione lungo il fiume Delaware oltre Fort Nassau non iniziò fino agli anni Cinquanta del Seicento, dopo la conquista della colonia svedese di Fort Christina, fondata nel 1638. Gli insediamenti di Fort Nassau e del breve Fort Beversreede vennero abbandonati e consolidati in Fort Casimir. Entro il 1655, Fort Christina, situata nell'attuale Wilmington, era già stata ribattezzata Fort Altena.
Nel 1664, una spedizione navale inglese entrò nel porto di New Amsterdam, minacciando un attacco. Essendo nettamente superato numericamente, il direttore generale Peter Stuyvesant si arrese dopo aver negoziato condizioni di resa favorevoli. La Provincia assunse quindi un nuovo nome, New York (dal titolo inglese del Principe James). Fort Orange venne ribattezzato Fort Albany (dal titolo scozzese di James). La regione tra il basso Hudson e il Delaware fu concessa a proprietari terrieri e chiamata New Jersey.
La perdita di Nuova Olanda portò alla Seconda guerra anglo-olandese tra il 1665 e il 1667. Questo conflitto si concluse con la Pace di Breda, che stabiliva la rinuncia olandese alle pretese su New Netherland in cambio del Suriname.
Dal 1673 al 1674, i territori furono nuovamente conquistati brevemente dagli olandesi durante la Terza guerra anglo-olandese, per poi essere restituiti all'Inghilterra con il Trattato di Westminster. Nel 1674, il capitano della marina olandese Jurriaen Aernoutsz conquistò brevemente anche due forti nella colonia francese dell'Acadia, che proclamò come nuova colonia olandese con il nome di Nuova Olanda. Tuttavia, l'amministratore designato da Aernoutsz, John Rhoades, perse rapidamente il controllo del territorio dopo la partenza di Aernoutsz per Curaçao alla ricerca di nuovi coloni. Con il controllo effettivo dell'Acadia rimasto nelle mani della Francia, la sovranità olandese rimase solo sulla carta fino alla rinuncia olandese alle proprie pretese con il Trattato di Nimega.